# Heinrich Finck
Heinrich Finck (* 1444 oder 1445 in Bamberg (?); † 9. Juni 1527 in Wien) war ein deutscher Komponist und Kapellmeister der Renaissance.

## Leben und Wirken

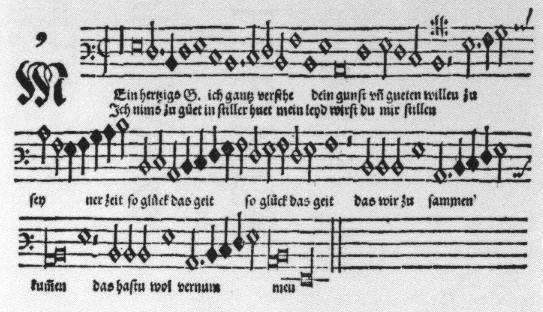
Mein herzigs G.

Die Quellenlage zur Biografie von Heinrich Finck ist in hohem Maße unübersichtlich, teilweise widersprüchlich und deshalb in der chronologischen Zuweisung unsicher. Mit einiger Verlässlichkeit ergibt sich sein Geburtsjahr aus einer Gedächtnismedaille, die König Ferdinand I. von Böhmen und Ungarn etwa 1528 schlagen ließ, mit der Inschrift: „Henricus Finck musicus excellentissi[mus] Eta[te] Sua 83 obijt 1527“ (Heinrich Finck, höchst hervorragender Musiker, starb 1527, seines Alters 83). Unsicherer ist dagegen sein Geburtsort. Einzig und allein in der Leipziger Universitätsmatrikel vom Sommer 1482 gibt es den Eintrag „Henricus Finck de Bamberga Bav., bonus cantor“. Zum einen wurden die Worte bonus cantor von einem anderen Schreiber hinzugefügt, zum anderen wäre der Student Finck um diese Zeit bereits 37 oder 38 Jahre alt gewesen; darüber hinaus ist in den Archiven zu der weitverzweigten gleichnamigen Bamberger Patrizierfamilie keinerlei Hinweis auf den Komponisten zu finden. Hinzu kommt, dass Heinrich Fincks Großneffe Hermann Finck im Vorwort zu seiner musiktheoretischen Abhandlung Practica musica (Wittenberg 1556) den Hinweis gibt, dass sein Großonkel in jungen Jahren seine Ausbildung in Polen erhalten habe und um das Jahr 1480 schon zum Kreis der gesellschaftlich angesehenen Praktiker und Theoretiker gehörte. Es gibt aber weder archivarische Belege für eine mögliche Tätigkeit Fincks als Sänger im Dienst des polnischen Königs Kasimir IV. (Amtszeit 1447–1492) noch für ein eventuelles Studium an der Universität Krakau, wie bisher von musikhistorischen Forschern angenommen wurde.
Das erste von Finck selbst geschriebene Dokument ist ein in Wien verfasster Brief vom 7. April 1492 (oder 1494) an den Humanisten Conrad Celtis in Ingolstadt, in welchem er berichtet, dass er nach seinem Weggang über Polen nach Wien gekommen sei. Alle weitergehenden Vermutungen, die von Musikhistorikern an diesen Brief geknüpft wurden (Gründe für den Abbruch des ersten Polen-Aufenthalts oder Kontakte während der Reise), können als unbewiesene Annahmen gelten. Ebenso offen ist die Bedeutung einer Notiz in den Akten der kursächsischen Hofhaltung (Staatsarchiv Weimar) etwa von 1494/95, wo es heißt, dass „des Königs von polenn singer“ einen Geldbetrag „czu einer Zcerung“ erhalten habe.
Etwas günstiger liegt die Überlieferung für die Zeit von 1498 bis 1505 wegen der Einträge in die königlich-polnischen Rechnungs- und Ausgabenbücher („Liber Rationum Regiarum“) für den zweiten polnischen Aufenthalt von Heinrich Finck als Kapellmitglied des Großfürsten Alexander von Litauen (später König von Polen 1501 bis 1506). Hier wird zwar nur von „Cantor Henricus“ oder von „Magister Henricus“ gesprochen, und es werden lediglich die Aufenthaltsorte der Kapelle Wilna, Grodno, Troki, Brest, Krakau und andere Städte sowie die Zahlungsmodalitäten genannt und nichts über die Aufgaben und Tätigkeiten des Komponisten, auch nichts über die Musikpraxis oder das Repertoire der Kapelle. Jedoch hat der englische Humanist Leonard Coxe (~1495−~1549) bei seiner Krakauer Universitätsrede 1518 in einem Passus die Identifizierung mit dem Komponisten Finck nahegelegt.
Für die unmittelbaren Folgejahre gibt es keine Überlieferung über Heinrich Finck. Erst vom Jahr 1510 gibt es einen archivarischen Beleg, in dem Finck mit 60 Gulden Jahresgehalt am Stuttgarter Hof von Ulrich von Württemberg (Amtszeit mit Unterbrechungen 1498 bis 1550) angestellt wird, und zwar als „capellmaister“ bzw. als „singemeister“. Unsicher und umstritten ist der Umfang der Mitwirkung Fincks an der Hochzeit von Herzog Ulrich mit Sabina von Bayern im März 1511. Eine vorsichtige Annahme besteht darin, dass nur das siebenstimmige Credo der „Missa in summis“ mit dem nur hier eingearbeiteten weltlichen Hochzeitslied „O Venus bant“ und vielleicht auch die ebenfalls siebenstimmige Antiphon „Veni sancte spiritus: Reple tuorum“ mit dieser Hochzeit in Zusammenhang stehen.
Sicher schon vor dem Jahr 1515 hat Heinrich Finck den Württembergischen Hof wieder verlassen. Aus der Zeit danach gibt es nur zwei Belege, einen eigenhändigen Brief aus der Zeit um 1515 an den Humanisten Joachim Vadian und eine Grußadresse von 1517, ebenfalls an Vadian, die der Humanist Caspar Ursinus übermittelt hat. Aus diesen Dokumenten Rückschlüsse auf gewisse Lebensstationen von Heinrich Finck zu ziehen, wie von einigen Musikhistorikern geschehen, ist rein hypothetisch. Erst aus einem weiteren Brief Fincks an Vadian vom 10. Mai 1524, der in einem resignierten Ton gehalten ist, ergibt sich eine Anstellung von ihm in der Hofkapelle von Kardinal Lang, der 1519 zum Erzbischof von Salzburg aufgestiegen war. Wie lange diese Anstellung dauerte und welcher Art sie war, ist nicht bekannt.
Auch über die letzten Lebensjahre Fincks gibt es nur bruchstückhafte Informationen. Eine sechzig Jahre später verfasste Chronik von Johann Rasch (1586) enthält einen Bericht über die Beteiligung von Heinrich Finck am Aufbau einer Kantorei am Wiener Schottenkloster, allerdings schon ab 1517. Der Komponist wird hier zusammen mit Erasmus Lapicida „archimusicus“ genannt, der in diesem Kloster dauerhaft ansässig war. Schließlich wird er in der Wiener Hofordnung von König Ferdinand I. ab 1. Januar 1527 als Kapellmeister geführt, mit der Aufgabe, dass er „der knaben Preceptor sein und sy lernen“ solle. Fünf Monate später ist Heinrich Finck offenbar im Schottenkloster Wien verstorben: „Anno 1527, feria secunda post Trinitatem, 9. Junij, obijt Hainricus Finck, vir magnificus et musicus excellentissimus“.

## Bedeutung
Im Urteil seiner Zeitgenossen und des 16. Jahrhunderts besaß Heinrich Finck einige Reputation bei entsprechenden Erwähnungen in musiktheoretischen Abhandlungen. Sein Großneffe Hermann Finck und der Musiktheoretiker Andreas Ornitoparchus würdigten seinen Rang als Komponisten, hatten aber auch kritische Worte für seinen manchmal seltsamen und rauen Individualstil. Ornithoparchus stellt Finck in seinem Musice active micrologus (Leipzig 1517) als einzigen deutschen Meister in eine Reihe mit den bedeutendsten franko-flämischen Komponisten seiner Zeit wie Johannes Ockeghem, Johannes Tinctoris, Alexander Agricola, Jacob Obrecht und Josquin Desprez. Ähnlich äußerte sich Martin Luther in seinen Tischreden (1537), in denen Finck als „artifex primus“ und „hoch berühmt“ bezeichnet wird. Eine Entsprechung findet dies in Stimmen von musikhistorischen Forschern des 19. Jahrhunderts. Finck gilt seit dieser Zeit als „erster deutscher Großmeister“, und insbesondere nennt August Wilhelm Ambros (1868) ihn den ersten deutschen Komponisten schlechthin, der sich in seiner „reckenhaften Tüchtigkeit, in seiner anspruchslosen Größe“ und trotz „gelegentlichen Härten und Schroffheiten“ als „erz- und herzdeutscher Meister“ erwiesen habe.
Das kompositorische Werk Fincks ist nur zu einem Bruchteil überliefert (112 Kompositionen), davon nur wenige Werke aus der Zeit vor 1510. Die meisten Kompositionen haben sich erst nach seinem Tod in rund 60 Drucken und Handschriften von Mitteldeutschland (insbesondere Wittenberg) aus verbreitet. Sein Schaffen spiegelt in der Gewichtung geistlich-liturgischer und weltlicher Gattungen die typischen Phänomene der deutschen Musikpraxis um 1500 wider. Die geistige Spannweite seines Werks und die universale Behandlung aller geistlichen und weltlichen musikalischen Formen seiner Zeit rechtfertigen uneingeschränkt seinen Rang als Großmeister. Als Zeitgenosse von Josquin Desprez hat er etwa 60 Jahre lang komponiert; somit waren seine Kompositionen im Laufe der Zeit erheblichen stilistischen Wandlungen unterworfen, und er hat mit bewundernswerter Bereitschaft auch noch in höherem Alter die „modernere“ Musik um die Wende vom 15. zum 16. Jahrhundert von Heinrich Isaac und Josquin Desprez schöpferisch verarbeitet. Seine deutschen Liedsätze, imitationsreich in der Stimmführung und sorgfältig im Textvortrag, gehören zu den gediegensten Kompositionen ihrer Art im frühen 16. Jahrhundert.

## Werke
- Messordinarien
  - Missa zu drei Stimmen
  - Missa dominicalis zu vier Stimmen
  - Missa ferialis zu vier Stimmen (Zuweisung an Heinrich Finck noch unsicher)
  - Missa „Ave praeclara“ zu fünf bis sechs Stimmen
  - Missa in summis zu sechs bis sieben Stimmen
  - Kyrie und Gloria paschalis, Fragment, nur Tenor überliefert
  - Kyrie paschale (1) zu vier Stimmen
  - Kyrie paschale (2) zu vier Stimmen
- Proprien
  - Introiten
    - „Ecce advenit“ zu vier Stimmen
    - „Ecce advenit“, Fragment, nur Diskant und Tenor überliefert
    - „In medio ecclesiae“ zu vier Stimmen
    - „Puer est nobis“ zu vier Stimmen
    - „Resurrexi et adhuc tecum sum“ zu vier Stimmen
    - „Rorate coeli“ zu vier Stimmen
    - „Stabant iuxta crucem Jesu“ zu vier Stimmen

  - Alleluia-Sätze
    - „Ave Maria, gratia plena“, Fragment, nur Tenor überliefert
    - „Caro mea vere est“ zu vier Stimmen
    - „Primus ad sion“, Fragment, nur Diskant, Tenor und Bass überliefert
    - „Prophetae sancti“ zu vier Stimmen
    - „Vidimus stellam“ zu vier Stimmen

  - Sequenzen
    - „Ave omni naevo carens“, Fragment, nur Tenor überliefert
    - „Ave praeclara maris stella“, Fragment, nur Diskant, Tenor und Bass überliefert
    - „Clarum selegit senatum apostolorum“, Fragment, nur Bass überliefert
    - „Fortem expediat“ zu vier Stimmen
    - „Grates nunc omnes“ zu vier Stimmen
    - „Grates nunc omnes“ zu sechs (?) Stimmen, Fragment, nur Diskant, Tenor, Vagans (Zusatzstimme) und Bass überliefert
    - „Lauda sion“, Fragment, nur Tenor überliefert
    - „Laus tibi, Christe“, Fragment, nur Tenor überliefert
    - „Quae miris sunt modis ornata“ zu vier Stimmen
    - „Rex omnipotens die hodierna“, Fragment, nur Tenor und Vagans überliefert
    - „Scio enim, quod redemptor“, Fragment, nur Bass überliefert
    - „Stella, sole clarior“, Fragment, nur Tenor überliefert
    - „Victimae paschali laudes“ zu vier Stimmen
- Responsorien
  - „Apparuerunt apostolis“ zu fünf Stimmen
  - „Beati estis sancti Dei“ zu fünf Stimmen (deest)
  - „Christus resurgens ex mortuis“ zu fünf Stimmen
  - „Discubuit Jesus et discipuli eius“, Fragment, nur Diskant, Tenor und Bass überliefert
  - „Felix namque es sacra“ zu fünf Stimmen
  - „Illuminare Jerusalem“ zu fünf Stimmen
  - „Ite in orbem universum“ zu fünf Stimmen
  - „Petre amas me“ zu fünf Stimmen
  - „Si bona suscepimus“, Fragment, nur Bass überliefert
  - „Verbum caro factum est“ zu fünf Stimmen
- Antiphonen
  - „Ecce Maria genuit“, Fragment, nur Diskant, Tenor und Bass überliefert
  - „Et valde mane una Sabbatorum“ zu fünf Stimmen
  - „Miserator Dominus“ zu vier Stimmen
  - „Nigra sum, sed Formosa“ zu vier Stimmen
  - „Salva nos Domine“ zu fünf Stimmen
  - „Salve regina rex misericordiae“ zu vier Stimmen
  - „Veni, electa mea“, Fragment, nur Bass überliefert
  - „Veni sancte spiritus: Reple tuorum“ zu sieben Stimmen
- Magnificat
  - Magnificat septimi toni zu vier Stimmen
  - Magnificat octavi toni zu vier Stimmen
- Hymnen
  - „Beatus auctor saeculi“ zu vier Stimmen
  - „Christe, redemptor omnium“ zu vier Stimmen
  - „Cuius magnifica“ zu fünf Stimmen
  - „De Apostolis“
  - „De Confessoribus“
  - „De Sancta Elisabeth“
  - „De Sancta Maria Magdalena“
  - „Domus pudici pectoris“ zu vier Stimmen
  - „Festum nunc celebre“ zu vier Stimmen
  - „Fit porta Christi pervia“ zu vier Stimmen
  - „Genitori genitoque“ zu vier Stimmen
  - „Genus superni luminis“ zu vier Stimmen
  - „Gloria, laus et honor“ zu vier Stimmen
  - „Gloria tibi Domine“ zu vier Stimmen
  - „Hic nempe mundi gaudia“ zu vier Stimmen
  - „In Annuntiatione Beatae Mariae Virgine“
  - „In Ascensione Domini“
  - „In die natali Domini“
  - „In Die Pentecostes“
  - „In Festo Corporis Christi“
  - „In Festo Pentecostes“
  - „Iste confessor Domini sacratus“ zu vier Stimmen
  - „Jesu Christe, auctor vitae“ zu vier Stimmen
  - „Jesu, corona virginum“ zu vier Stimmen
  - „Novum sidus emicuit“ zu vier Stimmen
  - „O quam sanctus panis iste“ zu vier Stimmen
  - „Precamur, sancte Domine“ zu vier Stimmen
  - „Quod chorus vatum“ zu vier Stimmen
  - „Quod Eva tristis abstulit“ zu vier Stimmen
  - „Quorum praecepto subditur“ zu vier Stimmen
  - „Sanctorum meritis“ zu vier Stimmen
  - „Tu cum virgineo“ zu vier Stimmen
  - „Veni creator spiritus“ zu vier Stimmen
  - „Veni creator spiritus“ zu fünf Stimmen (1)
  - „Veni creator spiritus“ zu fünf Stimmen (2)
  - „Veni creator spiritus“ zu sechs Stimmen
  - „Veni redemptor gentium“ zu vier Stimmen (1)
  - „Veni redemptor gentium“ zu vier Stimmen (2)
  - „Vita sanctorum“ zu vier Stimmen
- Sonstige geistliche Werke
  - „Apparuit gratia Dei salutifera“, Fragment, nur Diskant, Alt und Bass überliefert
  - „Ave Jesu Christe“ zu vier Stimmen
  - „Ecce concipies et paries“, Fragment, nur Bass überliefert
  - „Deo dicamus regi“ zu vier Stimmen
  - „Dies est laetitiae“ zu vier Stimmen
  - „Egredientem“ zu vier Stimmen
  - „O Domine Jesu Christe“ zu vier bis sechs Stimmen
  - „O sacrum mysterium“ zu vier Stimmen
  - „Canticum“ zu vier Stimmen (ohne Text überliefert)
- Deutschsprachige Lieder
  - „Ach herzigs Herz“ zu vier Stimmen
  - „Allein dein Gstalt“ zu vier Stimmen
  - „Anders kein Freud“ zu vier Stimmen
  - „Auff gůt Gelück“ zu vier Stimmen
  - „Christ ist erstanden“ zu fünf Stimmen
  - „Dein freundlich Gsicht“ zu vier Stimmen
  - „Freu dich, du werde Christenheit“ zu vier Stimmen
  - „Greiner Zanner“ zu fünf Stimmen
  - „Hab's ie getan“ zu vier Stimmen
  - „Herzeinigs M“ zu vier Stimmen
  - „Ich stund an einem Morgen“ zu vier Stimmen
  - „Ich ward veracht“ zu vier Stimmen
  - „In Gottes Namen fahren wir“ zu vier Stimmen
  - „Jung ist die Gestalt“ zu vier Stimmen
  - „Kurzweil ich hab“ zu vier Stimmen
  - „Lieber Herr St. Peter“ zu vier Stimmen
  - „Lieber Wirt, nun schenk uns tapfer ein“ zu vier Stimmen (textlos überliefert)
  - „Lieb ist der Grund“ zu vier Stimmen
  - „Mag das gesein“ zu vier Stimmen
  - „Mein herzigs G“ zu vier Stimmen
  - „Melchisedek“ zu vier Stimmen (textlos überliefert; Tanzsatz?)
  - „O Frau, groß Klag“ zu vier Stimmen
  - „O schönes Weib“ zu vier Stimmen
  - „Schön bin ich nit“ zu vier Stimmen
  - „Ungleicher Prunst“ zu vier Stimmen
  - „Von hin scheid ich“ zu vier Stimmen
  - „Wach auf, wach auf“ zu vier Stimmen
  - „Wär ich ein Falk“ zu vier Stimmen
  - „Weipliches Pild“ zu vier Stimmen
  - „Wer hätt gemeint“ zu vier Stimmen
  - „Wer ietzt nichts kann“ zu vier Stimmen
  - „Wer Muskat und Näglein“ zu vier Stimmen
  - „Wo gleich Glück leit“ zu vier Stimmen